# リュボ・ミリチェヴィッチ
リュボ・ミリチェヴィッチ（クロアチア語: Ljubo Miličević、1981年2月13日 - ）は、オーストラリアとクロアチアの元サッカー選手。元オーストラリア代表。ポジションはDFもしくはMF。

## クラブ歴
オーストラリアン・インスティチュート・オブ・スポーツでは主将を務めた後に、メルボルン・ナイツFCで選手となった。
1999年にパース・グローリーFCに移籍、移籍後初出場試合で初得点を記録すると、クラブを史上初のグランドファイナルにまで導き、そこでも得点を記録し、グランドファイナル史上最年少得点記録を打ち立てた。ヘルタ・ベルリンからもオファーが届いたものの、代表で膝に大怪我を負ったために破談した。
2001年にFCチューリッヒに移籍し、FCバーゼルを経て、FCトゥーン、BSCヤングボーイズと渡り歩いた。トゥーンでは主将、ヤングボーイズではUEFA主催試合に出場するなどの活躍を見せた。
2007年2月20日にメルボルン・ビクトリーFCに加入。HNKハイドゥク・スプリトやNKディナモ・ザグレブと言ったクラブからの興味もあったが、この時点ではクロアチアに渡る事はなかった。ただ、メルボルン・ヴィクトリーでの日々も芳しい物ではなく、開幕節で負った膝の怪我との戦いに明け暮れる事となり、結局2008年2月22日に双方合意で契約解除となった。
その後は無所属が続いたが、2009年1月にスイス時代にうつ病に罹った事を告白、ユース年代に所属したダンデノン・シティSC（ユース時代の名称はチェルシー・ハイドゥク）で選手に戻るためのリハビリを行った。2月4日に単年契約でニューカッスル・ユナイテッド・ジェッツFCに加入。ゲイリー・ファン・エグモンド監督は彼のコンディションの良さと練習に対する熱量の高さに驚いた。彼の復帰はファンやメディアが待望していたもので、クラブ自体は波のある成績が続いていたが、彼の守備とアンテ・コヴィッチのコーチングが合わさった結果として14戦無敗の鉄壁を誇った。彼自身もミルトン・ロドリゲス以来のサポーター人気を獲得し、2010年3月18日に単年の契約延長をした。
2011年1月12日、ニューカッスル・ジェッツとの契約を更新せず、スイスに渡る事が発表された。スイスでは古巣のバーゼルの練習に参加したが、契約とはならなかった。その後アルミニア・ビーレフェルトの練習にも参加したが、これも結実しなかった。結局3月にオーストラリアに戻り、同年夏迄試合勘を維持するためにサウス・メルボルンFCに加入した。
同年6月8日にHNKハイドゥク・スプリトに加入。彼自身にとってはクロアチアでプレーするなら幼少期からこのクラブしかないと決めていたクラブであり、その理由に熱狂的なファンをあげている他、親友のヨシップ・スココが在籍した影響もあった。しかしここでも怪我に苦しみ、冬には双方合意で契約解除となった。
2013年8月19日にパース・グローリーに12年ぶりに加入したが、開幕直前の10月3日に退団した。
その後は3年間無所属が続いたが、2017年にダンデノン・シティに選手として加入した。翌年にかけてはチャールズタウン・シティ・ブルーズFCに在籍した。2018年7月に膝の怪我の為に引退を宣言した。

## 代表歴
代表は一貫してオーストラリア代表を選択した。
U-20代表では主将を務め、2001 FIFAワールドユース選手権に出場したが、初戦で膝に大怪我を負って大会終了となった。U-23代表でもアテネオリンピックのメンバー入りが期待されたが、予選で股関節を負傷したために出場は叶わなかった。
A代表では2005年3月に行われたインドネシア代表戦で代表初出場初得点を記録した。同年のFIFAコンフェデレーションズカップ2005では3試合に出場したが、翌年6月9日のクウェート代表戦が代表最後の試合となった。